# آنزو (إله أسطوري)

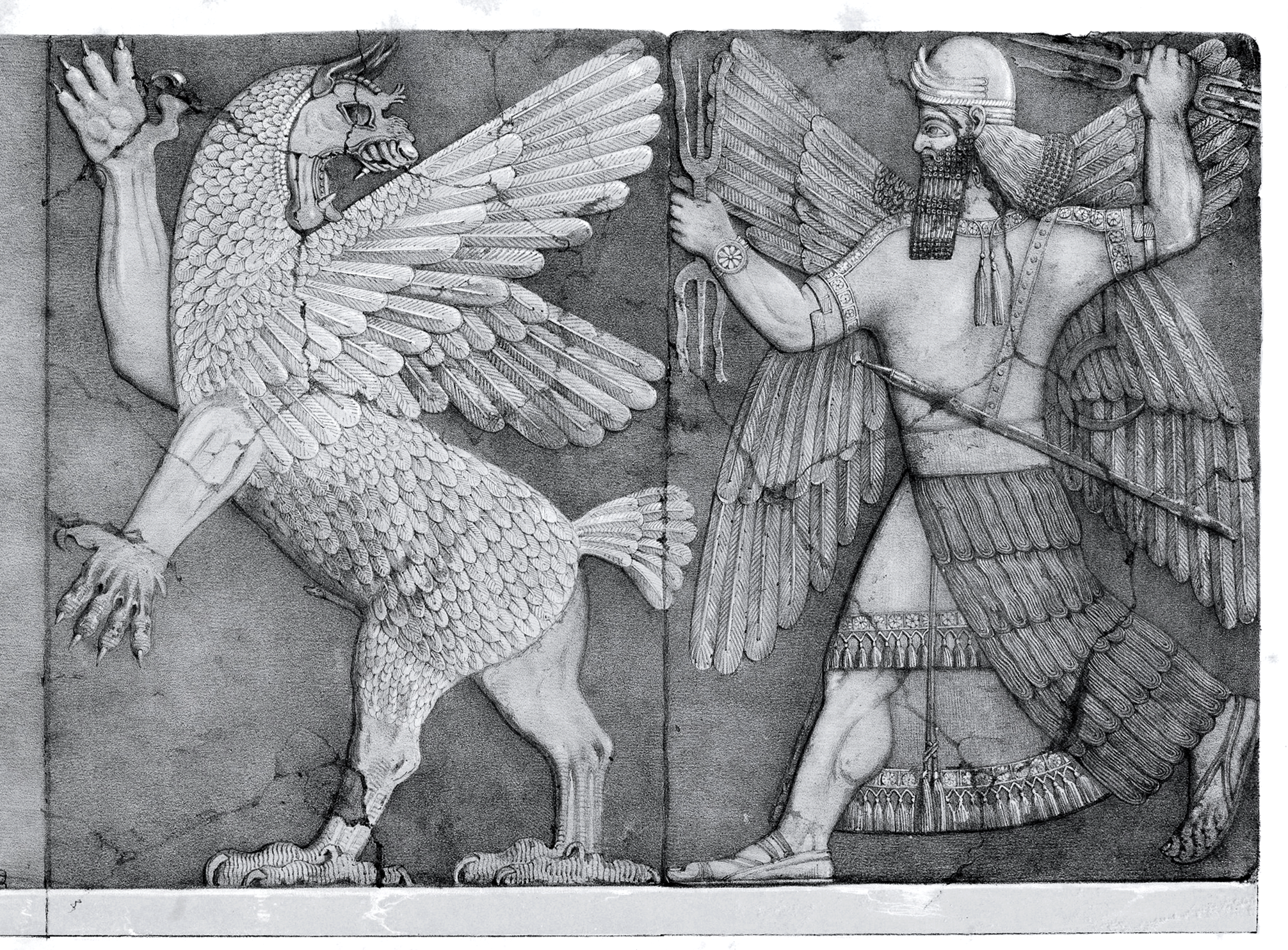
نينورتا مع صاعقه لسرقة لوح الأقدار من ملاذ إنليل (أوستن هنري لايارد، آثار نينوى، السلسلة الثانية، 1853)

آنزو، المعروف أيضاً بأسم دزو و إمدوغود (السومرية: 𒀭𒅎𒂂 .إم.دوغودموسن)، هو إله أو وحش في العديد من أديان بلاد ما بين النهرين القديمة. وتم تصوره من المياه النقية لأبزو والأرض واسعة، أو أبن سيريس. صُور أنزو كطائر ضخم يمكنه استنشاق النار والماء، على الرغم من أن أنزو يتم تصويره بالتناوب كصقر برأس أسد.
كتبت ستيفاني دالًي، في أساطير من بلاد ما بين النهرين، أن «ملحمة أنزو معروفة بشكل رئيسي في نسختين: نسخة بابل القديمة من الألفية الثانية المبكّرة [قبل الميلاد]، تعطي البطل اسم كـنينغورسو»؛ والنسخة البابلية الموحدة«التي يرجع تاريخها إلى الألفية الأولى قبل الميلاد، والتي يبدو بأنها النسخة الأكثر اقتباسًا، مع البطل كـنينورتا». ومع ذلك، لا تظهر شخصية أنزو في كثير من الأحيان في بعض الكتابات الأخرى، كما هو موضح أدناه.

## الاسم
إن اسم الكينونة الأسطورية الذي غالباً ما يُدعى أنزو كان مكتوبًا بالفعل في أقدم النصوص السومرية المسمارية كـ 𒀭𒉎𒈪𒄷 (أن.إم.ميموسين؛ العلامة المسمارية 𒄷، أو موسين في السياق هو رسم فكري «طير»). في نصوص الفترة البابلية القديمة، غالباً ما يُعثر على الاسم كـ 𒀭𒉎𒂂𒄷 أن.إم.دوغودموسين. في عام 1961، أدعى لاندسبيرغر بأن هذا الاسم يجب أن يقرأ كـ«أنزو»، ومعظم الباحثين حذوا حذوه. في عام 1989، أشار توكيلد جاكوبسن إلى أن القراءة الأصلية للعلامات المسمارية كما هو مكتوب (إعطاء أسم «دإم.دوغود») هي أيضاً صحيحة، وربما كان النطق الأصلي للاسم، مع أنزو مشتق من متغير صوتي مبكر. حدثت تغيرات صوتية مماثلة لمصطلحات متوازية، مثل إمدوغود (بمعنى «الرياح الثقيلة») لتصبح أنسوك. حدثت مثل هذه التغييرات عن طريق تطور الـ إم إلى (تغيير صوتي شائع) ومزج ن الجديد بـ د التالية، والتي لفظت (ذ)، صوت تم أقتراضه إلى الأكدية كـ ز أو س.
وقد قيل أيضاً بناءا على الأدلة السياقية والترجمة على أقراص التعلم المسمارية، أن الشكل السومري المبكر للاسم كان على الأقل في بعض الأحيان ينطق زو، وأنزو هو في المقام الأول شكل أكدي من الاسم. ومع ذلك، هناك أدلة على كل من قراءات الاسم في كلتا اللغتين، وتزداد المشكلة حيرة بسبب حقيقة أن البادئة 𒀭 (ان) كانت تستخدم في كثير من الأحيان للتمييز بين الآلهة أو حتى الأماكن المرتفعة ببساطة. ان.زو يمكن أن يعني ببساطة «النسر السماوي».

## أصل التطور الثقافي

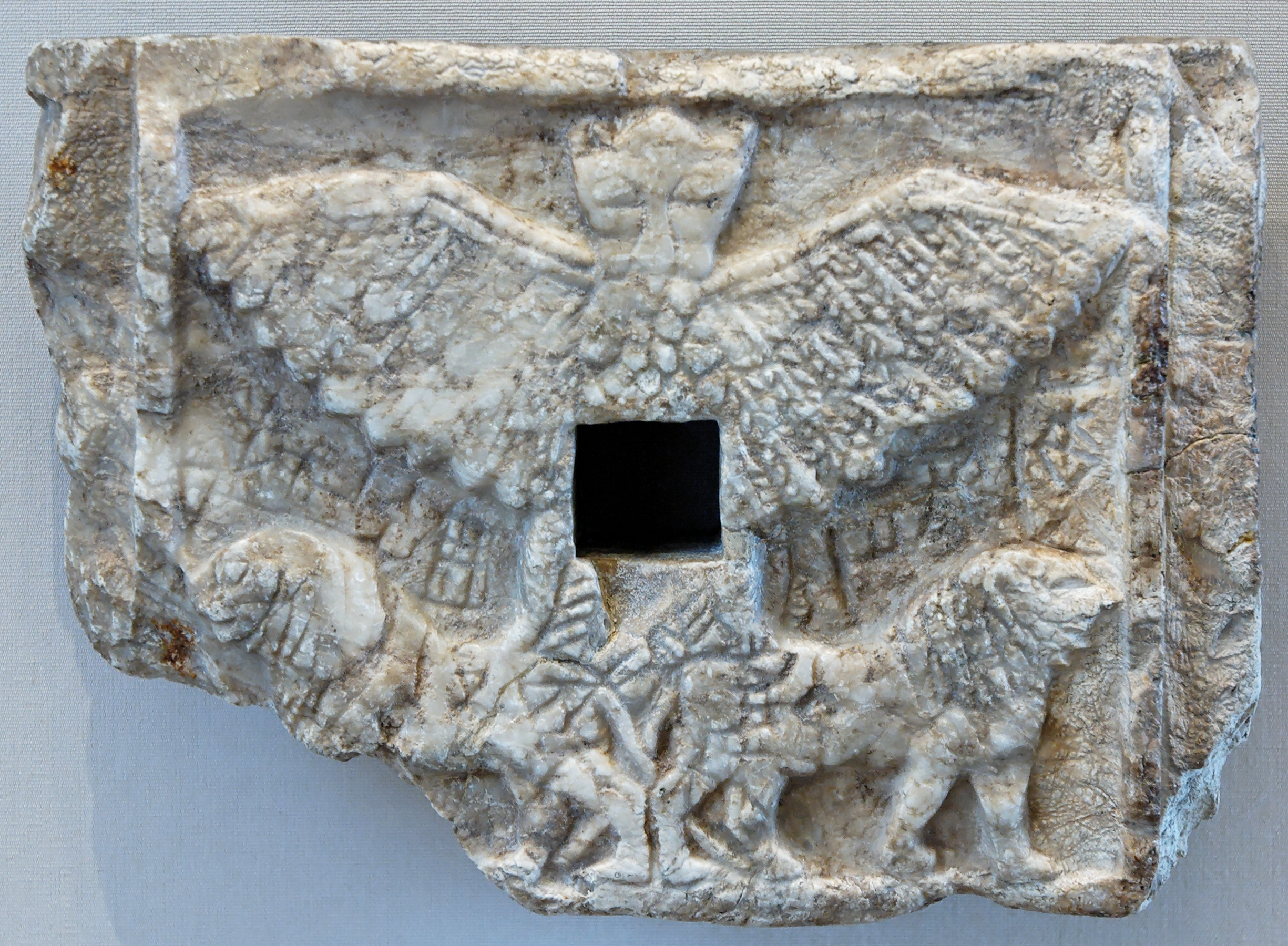
مرمر نذري من أور نانشي، ملك لجش، والتي تبين أنزو كنسر برأس أسد، كاليفورنيا. 2550-2500 قبل الميلاد؛ وجد في تل تيلوه في مدينة جيرسو القديمة، (اللوفر)

اقترح ثوكيلد جاكوبسن بأن أنزو كان شكلًا مبكّرًا من الإله أبو، الذي تزامن أيضًا مع الأقدمين مع نينورتا / نينغورسو، وهو إله مرتبط بالعواصف الرعدية. تمت الإشارة إلى أبو باسم «الأب المراعي»، مما يوضح العلاقة بين العواصف الممطرة والحقول التي تنمو في الربيع. ووفقًا لما ذكره جاكوبسن، فقد تصور هذا الإله في الأصل على أنه رعد أسود ضخم على شكل نسر، وتم تصويره لاحقًا برأس أسد لتوصيله بهدير الرعد. وتصور بعض صور أنزو الإله إلى جانب الماعز (التي كانت ترتبط بالجبال في الشرق الأدنى القديم) والأغصان المورقة. ويعزز الربط بين أنزو وأبو بتمثال تم العثور عليه في قبر تل أسمر الذي يصور شخصية بشرية بأعين كبيرة، مع طائر أنزو محفور على القاعدة. ومن المرجح بأن هذا يصور أنزو في شكله الرمزي أو الأرضي مثل طائر-أنزو، وفي شكله الإلهي الأسمى، مثله مثل أبو. على الرغم من أن بعض الباحثين قد اقترحوا بأن التمثال يمثل في الواقع عابداً بشرياً لأنزو، فقد أشار آخرون إلى أنه لا يتناسب مع التصوير المعتاد للمصلين السومريين، ولكنه بدلاً من ذلك يطابق تماثيل الآلهة المماثلة في شكل إنساني مع شكلهم الأكثر تجريدًا أو رموزهم. منحوتة على القاعدة.

## الأسطورة السومرية والأكادية
في الأساطير السومرية والأكادية، أنزو هو طير العاصفة الإلهي وتجسيد الرياح الجنوبية والغيم الرعد. سرق هذا الشيطان - نصف إنسان ونصف الطير - «لوح الأقدار» من إنليل، وخبأها على قمة الجبل. أمر آنو الآلهة الأخرى باسترداد اللوح، رغم أنهم جميعًا خافوا الشيطان. وفقاً لأحد النصوص، قتل مردوخ الطير. في اتجاه آخر، مات من خلال سهام الإله نينورتا.

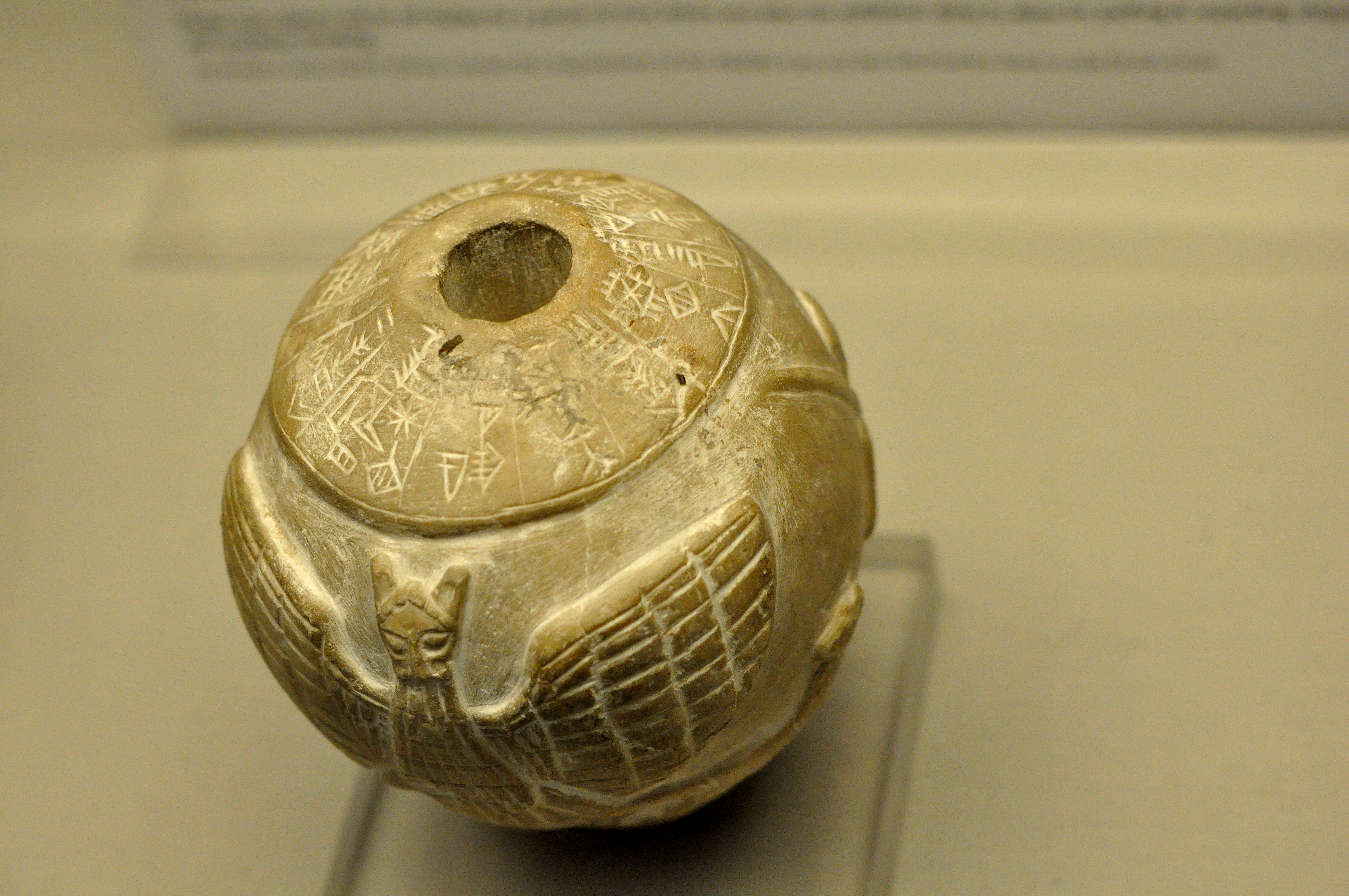
رسم رأس صولجان مع إمدوغود (أنزو) و إناناتوم، المتحف البريطاني، لندن.

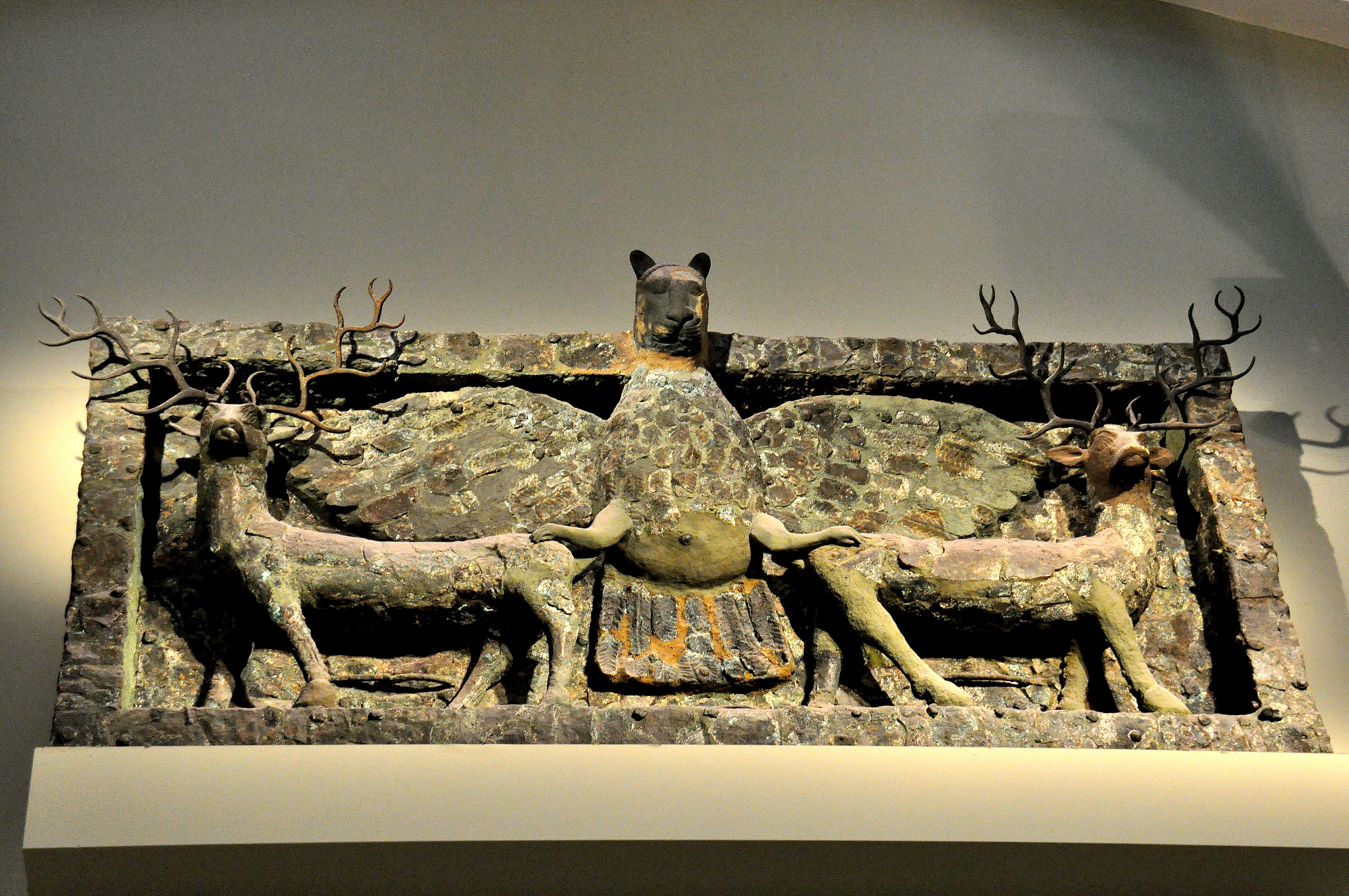
إفريز من إمدوغود (إنزو) يقبض على زوج من الغزلان، من تل العبيد.

أنزو يظهر أيضاً في قصة «إنانا وشجرة الهولوبو»،  التي تم تسجيلها في ديباجة القصيدة الملحمية السومرية جلجامش، إنكيدو و العالم السفلي.
يظهر أنزو في السومرية لوغال باندا و طائر أنزو (وتسمى أيضاً: عودة لوغال باندا).

## الأسطورة البابلية والآشورية
تم العثور على نسخة بابلية قديمة أقصر في سوسا. النسخة الكاملة في الأساطير من بلاد ما بين النهرين: الخلق، الطوفان، جلجامش، وآخرون بواسطة ستيفاني دالي، صفحة 222, ووفي ملحمة أنزو، النسخة البابلية القديمة من سوسا، اللَّوحة الثانية، السطور 1-83، قرأها كلوز ويلك. ويطلق على النسخة الآشورية المتأخرة من نينوى أسم «أسطورة أنزو». (النسخة الكاملة في دالي، صفحة 205). نسخة منقحة في أسطورة أنزو.
أيضاً في الأسطورة البابلية، أنزو هو إله مرتبطة مع علم أصل الكون. يتم تمثيل أنزو كتجريد والد الآلهة من أومسيمي (التي عادة ما تترجم «تاج» ولكن في هذه الحالة، كما كان على مقعد بيل، فإنه يشير إلى «الجهاز الإبداعي المثالي»). فيما يتعلق بهذا، كتب تشارلز بنغلاز بأن «هام هو أنزو الكلداني، وكلاهما ملعون لنفس الجريمة الموصوفة بشكل مجازي»، وهو ما يوازي تشويه أورانوس بواسطة كرونوس وأوزوريس من قبل ست.